# 柴利能
柴利能（1960年—），浙江慈溪人，汉族，中华人民共和国政治人物、第十二届全国人民代表大会浙江地区代表。
毕业于浙江省宁波市委党校行政管理专业，加入中国共产党。2013年，被选为全国人大代表。